# 夢は夜ひらく
『夢は夜ひらく』（ゆめはよるひらく）は、曽根幸明が作曲した日本の歌謡曲。
園まりが歌ったものと藤圭子が歌ったものが特に有名である。藤圭子版のタイトルは『圭子の夢は夜ひらく』（JASRAC届出の題名）である。
本項では原曲である『ひとりぽっちの唄』についても併せて記載する。 

## 概要
原曲は、東京少年鑑別所（練馬少年鑑別所、通称ネリカン）で歌われていた俗曲を採譜・補作し、曽根が自ら「藤原伸」名義で歌った『ひとりぽっちの唄』（1966年、テイチク、作詞：川上貞次（曽根のペンネーム））である。その後、歌詞・曲名を新たにつけかえ、園まりが歌うことになった
。
歌詞の異なる様々なバージョンがあり、JASRACには20を超える作詞者による異なるバージョンが登録されている（2006年2月時点）。
レコードでは1966年9月に園まり（ポリドール）の歌で発売し大ヒットとなった。それに追随する形で他社からカバー盤が出され、同1966年10月に緑川アコ（クラウンレコード）、同11月に藤田功（曽根幸明）と愛真知子（愛まち子）（テイチク）、梅宮辰夫（コロムビア）、バーブ佐竹（キングレコード）の競作となった。緑川アコ版は園まりのオリジナル版相手に健闘した。このうち梅宮版は要注意歌謡曲指定制度における旋律のみ使用可能なBランク指定となり、制度が1988年に失効するまで受け続けた。1967年には、園まり版の歌詞をモチーフとして園まり自身の主演による映画が公開されている（後述）。
その後多くの歌手にカバーされ、中でも1970年発売の『圭子の夢は夜ひらく』（石坂まさを作詞）は藤圭子の代表曲となった。1999年には石坂の作詞家生活30周年を記念し、藤圭子版の歌碑が出身地である東京都新宿区の花園神社に建てられた。
アメリカ合衆国のデュエット曲『サマー・ワイン』（リー・ヘイズルウッド作）との類似が指摘されることもある。発売順としては、1966年2月にヘイズルウッドとSuzi Jane Hokom歌唱のオリジナル版『サマー・ワイン』が米国で発売され、同年9月5日に園のオリジナル版『夢は夜ひらく』（SDR-1210）が日本発売、同年11月にヘイズルウッドとナンシー・シナトラのカバー版『サマー・ワイン』が米国発売されている。オリジナル版『サマー・ワイン』の音源は日本で注目されることはなく、またカバー版『サマー・ワイン』の日本発売（JET-1781）は翌1967年の8月であることから偶然であるとする意見が一般的である。

## 収録曲

### 園まり盤
1. 夢は夜ひらく
  - 作詞：中村泰士・富田清吾、採譜・補曲：中村泰士、編曲：森岡賢一郎
2. 一人で踊るブルース
  - 作詞：水木かおる、作曲：藤原秀行、編曲：森岡賢一郎

### 緑川アコ盤
1. 夢は夜ひらく
  - 作詞：水島哲、採譜・補曲：叶弦大、編曲：小杉仁三
2. 悲しい夜のブルース
  - 作詞：水島哲、作曲：叶弦大、編曲：小杉仁三

### 藤田功・愛真知子盤
※藤田功は曽根幸明の別名義
1. 夢は夜ひらく
  - 作詞：大高ひさを、作曲：曽根幸明、編曲：牧野昭一
2. ひとりになりたい（愛真知子）
  - 作詞：池田充男、作曲・編曲：曽根幸明

### 梅宮辰夫盤
1. 夢は夜ひらく
  - 作詞：志賀大介、作曲：曽根幸明、編曲：山倉たかし
2. 憎いあん畜生

### バーブ佐竹盤
1. 夢は夜ひらく
  - 作詞：藤間哲郎、作曲：曽根幸明、編曲 小川寛興
2. 女ざかりのブルース 
  - 作詞：藤間哲郎、作曲・編曲：佐藤勝彦

## 原曲

### 「ひとりぽっちの唄」(原曲)
- 藤原伸（曽根幸明の別名義） － 1966年、テイチク、作詞：川上貞次（曽根のペンネーム）。
- 東京アイト － 1966年、日本クラウン、CW-441。作詞：川上定次（＝曽根幸明、作詞者自唱のテイチク版と同一歌詞）、編曲：宮脇知美。

## カバー

### 園まりバージョン（中村泰士・富田清吾 作詞）
- ヘレン・メリル － 1967年、アルバム『ボサノヴァ・イン・トーキョー』に収録。（日本語で歌っている）
- 扇ひろ子 － 1968年、シングル「カスバの女」B面。
- 美空ひばり
- 西田佐知子 －『西田佐知子歌謡大全集』、『西田佐知子 昭和歌謡 を歌う』に収録。
- やや
- 奥村チヨ
- 春日八郎 －アルバム『春日八郎演歌百選』に収録。
- 竹村こずえ － 2015年、アルバム『竹村こずえアルバム ～こずえ節・其の一～』に収録。
- 島倉千代子 - 『恋するムード歌謡 5』（2023年、日本コロムビア）に収録。

### 緑川アコバージョン（水島哲 作詞）
- 美川憲一
- 黒沢明とロス・プリモス － 1970年、『夜に唄う－ロス・プリモスのすべて－』に収録。
- 鶴岡雅義と東京ロマンチカ － 1968年頃、リードボーカル：三条正人。

### バーブ佐竹バージョン（藤間哲郎 作詞）
- 大月みやこ

### 競作版以外の歌詞によるカバー
- 藤圭子 － 1970年、曲名は『圭子の夢は夜ひらく』、作詞：石坂まさを。藤圭子版は、ロス・プリモス、大信田礼子、天童よしみ、山崎ハコ、門倉有希、中森明菜、徳永英明、米良美一、吉井和哉、玉置浩二、坂本冬美、松山千春。その他、幅広くカバーされている。詳細は「圭子の夢は夜ひらく」を参照。

- 三上寛 － 1971年、作詞：三上寛。三上は園まりが歌った歌詞でも歌っている。三上版はかつて放送禁止歌だった。後に『夢は夜ひらく〜あしたのジョーなんかきらいだ』も発表。
- 根津甚八 － 1976年、曲名は『甚八の夢は夜ひらく』、作詞：かぜ耕士。
- ソウル・フラワー・ユニオン － 1996年発表。曲名は『（ソウルフラワーの）夢は夜ひらく』。作詞：石坂まさを、中川敬。アルバム『満月の夕〜90's シングルズ』に収録。
- あさみちゆき － 2004年、曲名は『ちゆきの夢は夜ひらく』。作詞：吉田旺 、編曲：竜崎孝路。アルバム『あさみのうた〜港のカラス〜』に収録。後にシングル『 井の頭線』のＢ面カップリングとしてシングル化（Ａ面『井の頭線』も同アルバムからのシングルカット）。
- 三波伸介とてんぷくトリオ － 曲名は『わしらの夢は夜ひらく』、作詞：長谷邦夫。
- 梶芽衣子 － 曲名は『芽衣子の夢は夜ひらく』、作詞：吉田旺。
- 香西かおり － 曲名は『かおりの夢は夜ひらく』、作詞：市川睦月。
- 八代亜紀 － 曲名は『亜紀の夢は夜ひらく』、作詞：高月ことば。
- 水原弘 － 曲名は『おミズの夢は夜ひらく』、作詞：浅井英雄。
- 愛川欽也 － 1976年、曲名は『キンキンの夢は夜ひらく』。作詩：石坂まさを（ただし藤圭子のカバーとは別歌詞）、編曲：小谷充。B面は『ジョナサン音頭』（作詩：剱持貴司、作曲・編曲：松木優晴。
- 翔 － 作詞：翔。
- ちあきなおみ － 曲名は『ちあきの夢は夜ひらく』、作詞：西沢爽。
- 田端義夫 － 曲名は『バタヤンの夢は夜ひらく』、作詞：山野あきら。
- 五木ひろし － 曲名は『ひろしの夢は夜ひらく』、作詞：岡田冨美子。
- 牧村三枝子 － 曲名は『ミーコの夢は夜ひらく』、作詞：山崎ハコ。
- 真木ひでと － 曲名は『ひでとの夢は夜ひらく』、作詞：山口洋子。
- 浜村美智子 － 曲名は『美智子の夢は夜ひらく』、作詞：野村耕三。
- 加賀城みゆき － 曲名は『みゆきの夢は夜ひらく』、作詞：杉たくみ。
- 青江三奈 － 曲名は『三奈の夢は夜ひらく』。
- 前川清 － 作詞：山口あかり。
- 藤竜也 － 作詞：小谷夏（久世光彦）。
- 犬神サーカス団 － 2001年、曲名は『凶子の夢は夜ひらく』。
- G3 Factor －曲名は『G3の夢は夜ひらく』。
- 麻生優子 － アルバム「鉄格子哀歌」に収録。補作詞：仲田三孝。
- 吉野さくら － 1974年、アルバム『女町エレジー』に収録。作詞：倉持あきを。
- 彩階段（沖縄電子少女彩と非常階段のユニット） － 2020年、曲名は『彩の夢は夜ひらく』。作詞：沖縄電子少女彩。アルバム『沖縄階段〜彩の夢は夜ひらく』に収録。
- おかゆ － 2020年、曲名は「おかゆの夢は夜ひらく」、作詞：おかゆ。シングル『愛してよ/独り言(おかゆの夢盤)』に収録。

### 三上寛バージョンのカバー
- 山谷初男 － 1973年。曲名は『山谷の夢は夜ひらく』。シングル『とっても怖い子守唄』のB面。
- JOJO広重 － 2005年。曲名は『生きてる価値などあるじゃなし～JOJO広重の夢は夜ひらく～』、作詞：三上寛、JOJO広重（三上寛の詞をJOJO広重が改変）。
- 遠藤ミチロウ － 2011年5月27日、横浜の「THE CLUB SENSATION」で行ったライブで披露。

### インストゥルメンタル版
- 秋本薫 － 1967年、「秋本薫（テナー・サックス）とポリドール・オーケストラ」名義、編曲は川上義彦。他に「秋本 薫とオールスターズ」名義（編曲：川上義彦・早川博二）の録音もある。
- バッキー白片とアロハ・ハワイアンズ － 1967年。
- クロード・チアリ

## 映画
1967年1月14日、日活により映画化。81分。監督は野口晴康。当時のザ・ドリフターズのメンバーがゲスト出演している。

### スタッフ
- 企画：横山弥太郎
- 脚本：才賀明、中野顕彰
- 監督：野口晴康
- 撮影：上田宗男
- 美術：小池一美
- 音楽：宮川泰
- 録音：高橋三郎
- 照明：土田守保
- 編集：丹治睦夫
- スチル：土屋豊

### キャスト
- 矢沢マリ：園まり
- 岬克也：高橋英樹
- 片桐誠：渡哲也
- 片桐陽子：山本陽子
- 工藤元：名古屋章
- 工藤竜次：平田大三郎
- 三輪田：見明凡太朗
- カトちゃん：加藤茶
- アパッチ：いかりや長介
- ブー：高木ブー
- メガネ：仲本工事
- ゴリラ：荒井注
- ミチコ：奥村チヨ
- 明：布施明
- 石本：弘松三郎
- 井川：杉江弘

### 同時上映
『不死身なあいつ』
- 脚本：甲斐久寿、石森史郎 / 監督：斎藤武市 / 主演：小林旭
- 『あいつ』シリーズ第2作。